# Elezioni locali in Corea del Nord del 1967
Le elezioni delle assemblee popolari provinciali, cittadine, delle contee, dei distretti, dei paesi, delle frazioni, dei villaggi e dei distretti operai in Corea del Nord del 1967 si tennero il 30 novembre. 
Furono eletti 3 305 deputati delle assemblee popolari provinciali, 18 673 deputati delle assemblee popolari delle città, delle contee e dei distretti e 84 541 deputati delle assemblee popolari delle città, dei villaggi, dei paesi e dei distretti operai.
L'affluenza fu del 100% e i candidati ricevettero un tasso di approvazione del 100%.